# 陸奥鶴田駅
陸奥鶴田駅（むつつるだえき）は、青森県北津軽郡鶴田町大字鶴田字前田にある、東日本旅客鉄道（JR東日本）五能線の駅である。
鶴田町の中心に近く、普通列車のほか、臨時快速「リゾートしらかみ」が停車する。
町名の読みが「つるた」なのに対して駅名の読みは「つるだ」となっている。なお、栃木県宇都宮市のJR日光線に鶴田駅（読みは「つるたえき」）があるため、駅名に旧国名の「陸奥」が付されている。

## 歴史
- 1918年（大正7年）9月25日：陸奥鉄道の駅として開業[2][3]。
- 1971年（昭和46年）12月1日：貨物の取り扱いを廃止[3]。
- 1985年（昭和60年）3月14日：荷物の扱いを廃止[3]。
- 1986年（昭和61年）11月1日：交換設備を撤去し、駅員無配置駅となる[5]（簡易委託化）。
- 1987年（昭和62年）4月1日：国鉄の分割民営化により、東日本旅客鉄道の駅となる[3]。
- 1990年代[いつ?]：駅舎内にあった「KIOSK」が撤退。
- 1996年（平成8年）4月：駅の東西をつなぐ「丹頂地下道」が完成[6]。
- 1999年（平成11年）1月26日：鶴田町コミュニティプラザ併設の新駅舎が完成し、供用を開始[2]。同時に旧駅舎取り壊し。
- 2004年（平成16年）3月20日：臨時快速「リゾートしらかみ」の当駅の停車を開始。
- 2020年（令和2年）12月11日：委託者の都合により、この日から乗車券の販売を休業[4]。
- 2021年（令和3年）3月13日：乗車券委託販売（簡易委託）の受託を解除し、終日無人化[4]。
- 2024年（令和6年）10月1日：えきねっとQチケのサービスを開始[1][7]。

## 駅構造
単式ホーム1面1線を有する地上駅である。かつては島式ホーム1面2線であったが、民営化とともに棒線化された。撤去されたのは旧上り線で、残されたのが旧下り線である。
弘前統括センター（五所川原駅）管理の無人駅である。

## 利用状況
JR東日本によると、2000年度（平成12年度）- 2019年度（令和元年度）の1日平均乗車人員の推移は以下のとおりであった。
| 1日平均乗車人員推移 | 1日平均乗車人員推移 | 1日平均乗車人員推移 | 1日平均乗車人員推移 | 1日平均乗車人員推移 |
| 年度                | 定期外              | 定期                | 合計                | 出典                |
| ------------------- | ------------------- | ------------------- | ------------------- | ------------------- |
| 2000年（平成12年）  |                     |                     | 290                 | [ 利用客数 1 ]      |
| 2001年（平成13年）  |                     |                     | 295                 | [ 利用客数 2 ]      |
| 2002年（平成14年）  |                     |                     | 292                 | [ 利用客数 3 ]      |
| 2003年（平成15年）  |                     |                     | 259                 | [ 利用客数 4 ]      |
| 2004年（平成16年）  |                     |                     | 230                 | [ 利用客数 5 ]      |
| 2005年（平成17年）  |                     |                     | 223                 | [ 利用客数 6 ]      |
| 2006年（平成18年）  |                     |                     | 216                 | [ 利用客数 7 ]      |
| 2007年（平成19年）  |                     |                     | 200                 | [ 利用客数 8 ]      |
| 2008年（平成20年）  |                     |                     | 185                 | [ 利用客数 9 ]      |
| 2009年（平成21年）  |                     |                     | 180                 | [ 利用客数 10 ]     |
| 2010年（平成22年）  |                     |                     | 206                 | [ 利用客数 11 ]     |
| 2011年（平成23年）  |                     |                     | 212                 | [ 利用客数 12 ]     |
| 2012年（平成24年）  | 54                  | 154                 | 209                 | [ 利用客数 13 ]     |
| 2013年（平成25年）  | 53                  | 154                 | 207                 | [ 利用客数 14 ]     |
| 2014年（平成26年）  | 48                  | 152                 | 201                 | [ 利用客数 15 ]     |
| 2015年（平成27年）  | 52                  | 153                 | 205                 | [ 利用客数 16 ]     |
| 2016年（平成28年）  | 55                  | 140                 | 195                 | [ 利用客数 17 ]     |
| 2017年（平成29年）  | 50                  | 150                 | 201                 | [ 利用客数 18 ]     |
| 2018年（平成30年）  | 47                  | 149                 | 197                 | [ 利用客数 19 ]     |
| 2019年（令和元年）  | 46                  | 143                 | 189                 | [ 利用客数 20 ]     |

## 駅周辺
- 青森県道250号陸奥鶴田停車場線
  - 国道339号
    - 青森県道153号山田鶴田線
    - 青森県道158号胡桃舘鶴田線
- 青森みちのく銀行 鶴田駅前通り支店（旧:みちのく銀行鶴田支店）
- 青森みちのく銀行 鶴田支店
- 鶴田町役場
- 鶴田消防署
- 鶴寿公園
- つがるにしきた農業協同組合 鶴翔支店
- 五所川原警察署鶴田駐在所
- 鶴田郵便局
- つがる西北五広域連合鶴田診療所
- 鶴田町立鶴田小学校
- 下山学園高等学校

### 当駅から接続する観光地
- 津軽富士見湖 - 観光地化しているが、もともとは廻堰大溜池というため池である。

### バス路線
「鶴田駅通り」停留所にて、弘南バスが運行する路線バスが発着する。運行ルート変更に伴い、2014年（平成26年）4月1日に、県道150号沿いから県道250号沿いに移転された。
- 弘前 - 五所川原線
  - 弘前バスターミナル行き
  - 五所川原駅行き

## その他
鶴田町コミュニティプラザ内には旧駅舎の写真が展示されている。

## 隣の駅
東日本旅客鉄道（JR東日本）
■五能線
- 臨時快速「リゾートしらかみ」停車駅

□快速（上りのみ）・■普通
五所川原駅 - *津軽湊駅 - *陸奥亀田駅 - 陸奥鶴田駅 - 鶴泊駅
*打消線は廃駅

### 記事本文
1. 1 2 3 4  「駅の情報（陸奥鶴田駅）：JR東日本」東日本旅客鉄道。2024年8月29日時点のオリジナルよりアーカイブ。2024年9月5日閲覧。
2. 1 2 3 4 5 6 7 8  『週刊 JR全駅・全車両基地』 31号 青森駅・弘前駅・深浦駅ほか、朝日新聞出版〈週刊朝日百科〉、2013年3月17日、27頁。
3. 1 2 3 4 5  石野哲（編）『停車場変遷大事典 国鉄・JR編 Ⅱ』（初版）JTB、1998年10月1日、552-553頁。ISBN 978-4-533-02980-6。
4. 1 2 3 4  「JR陸奥鶴田駅での切符販売終了のお知らせ」『青森県鶴田町観光ウェブマガジン メデタイ・ツルタ』鶴田町役場、2021年2月25日。2021年3月17日閲覧。
5. ↑  「通報 ●飯田線三河川合駅ほか186駅の駅員無配置について（旅客局）」『鉄道公報号外』日本国有鉄道総裁室文書課、1986年10月30日、12面。
6. ↑  『東奥年鑑1998年版』（東奥日報社・1997年9月1日発行）221頁「市町村政 - 市町村現況」の「鶴田町 おもなできごと」より。
7. ↑  「Suicaエリア外もチケットレスで! 東北エリアから「えきねっとQチケ」がはじまります (PDF)」（プレスリリース）、東日本旅客鉄道、2024年7月11日。2024年8月13日閲覧。

### 利用状況
1. ↑  「JR東日本：各駅の乗車人員（2000年度）」東日本旅客鉄道。2025年7月3日閲覧。
2. ↑  「JR東日本：各駅の乗車人員（2001年度）」東日本旅客鉄道。2025年7月3日閲覧。
3. ↑  「JR東日本：各駅の乗車人員（2002年度）」東日本旅客鉄道。2025年7月3日閲覧。
4. ↑  「JR東日本：各駅の乗車人員（2003年度）」東日本旅客鉄道。2025年7月3日閲覧。
5. ↑  「JR東日本：各駅の乗車人員（2004年度）」東日本旅客鉄道。2025年7月3日閲覧。
6. ↑  「JR東日本：各駅の乗車人員（2005年度）」東日本旅客鉄道。2025年7月3日閲覧。
7. ↑  「JR東日本：各駅の乗車人員（2006年度）」東日本旅客鉄道。2025年7月3日閲覧。
8. ↑  「JR東日本：各駅の乗車人員（2007年度）」東日本旅客鉄道。2025年7月3日閲覧。
9. ↑  「JR東日本：各駅の乗車人員（2008年度）」東日本旅客鉄道。2025年7月3日閲覧。
10. ↑  「JR東日本：各駅の乗車人員（2009年度）」東日本旅客鉄道。2025年7月3日閲覧。
11. ↑  「JR東日本：各駅の乗車人員（2010年度）」東日本旅客鉄道。2025年7月3日閲覧。
12. ↑  「JR東日本：各駅の乗車人員（2011年度）」東日本旅客鉄道。2025年7月3日閲覧。
13. ↑  「JR東日本：各駅の乗車人員（2012年度）」東日本旅客鉄道。2025年7月3日閲覧。
14. ↑  「各駅の乗車人員 2013年度 ベスト100以外（8）：JR東日本」東日本旅客鉄道。2025年7月3日閲覧。
15. ↑  「各駅の乗車人員 2014年度 ベスト100以外（8）：JR東日本」東日本旅客鉄道。2025年7月3日閲覧。
16. ↑  「各駅の乗車人員 2015年度 ベスト100以外（8）：JR東日本」東日本旅客鉄道。2025年7月3日閲覧。
17. ↑  「各駅の乗車人員 2016年度 ベスト100以外（8）：JR東日本」東日本旅客鉄道。2025年7月3日閲覧。
18. ↑  「各駅の乗車人員 2017年度 ベスト100以外（8）：JR東日本」東日本旅客鉄道。2025年7月3日閲覧。
19. ↑  「各駅の乗車人員 2018年度 ベスト100以外（8）：JR東日本」東日本旅客鉄道。2025年7月3日閲覧。
20. ↑  「各駅の乗車人員 2019年度 ベスト100以外（8）：JR東日本」東日本旅客鉄道。2025年7月3日閲覧。